# Theobroma canumanensis
Theobroma canumanensis är en malvaväxtart som beskrevs av João Murça Pires och Froes apud Cuatrec.. Theobroma canumanensis ingår i släktet Theobroma och familjen malvaväxter. Inga underarter finns listade i Catalogue of Life.